# Christoph Wöllenstein
Christoph Wöllenstein (* 24. Dezember 1969) ist ein ehemaliger deutscher Basketballspieler.

## Laufbahn
Wöllenstein wuchs in Linden in der Nähe von Gießen auf. Er spielte Basketball für den VfB 1900 Gießen und ab der Saison 1986/87 für den MTV 1846 Gießen in der Basketball-Bundesliga. Der 2,01 Meter große Innenspieler blieb zunächst bis 1990 MTV-Spieler, wechselte dann zum VfB 1900 Gießen und kehrte am Ende der Hauptrunde der Saison 1990/91 ins Bundesliga-Aufgebot des MTV zurück.
1995 wurde er wieder Mitglied der Gießen Bundesliga-Mannschaft und wurde in der Saison 1995/96 in vier weiteren Spielen der höchsten deutschen Basketball-Liga eingesetzt. Insgesamt bestritt Wöllenstein während seiner Leistungsbasketballlaufbahn 49 Spiele für den MTV 1846 Gießen. Wöllenstein, der in Gießen Betriebswirtschaftslehre studierte, ergriff den Beruf des Steuerberaters.